# Мокронос-Дольни
Мокронос-Дольни (пол. Mokronos Dolny, нім. Niederhof) — село в Польщі, у гміні Конти-Вроцлавські Вроцлавського повіту Нижньосілезького воєводства.
Населення — 391 особа (2011).
У 1975-1998 роках село належало до Вроцлавського воєводства.

## Демографія
Демографічна структура станом на 31 березня 2011 року:
|          | Загалом | Допрацездатний вік | Працездатний вік | Постпрацездатний вік |
| -------- | ------- | ------------------ | ---------------- | -------------------- |
| Чоловіки | 187     | 41                 | 133              | 13                   |
| Жінки    | 204     | 53                 | 116              | 35                   |
| Разом    | 391     | 94                 | 249              | 48                   |